# دانشگاه کارولینای شمالی در گرینزبورو
دانشگاه کارولینای شمالی در گرینزبورو (انگلیسی: University of North Carolina at Greensboro) دانشگاه دولتی آمریکایی است، که در شهر گرینزبورو، کارولینای شمالی مستقر می‌باشد.